# دیوید گتا
پیردیوید گتا (به فرانسوی: Pierre David Guetta)(زادهٔ ۷ نوامبر ۱۹۶۷) دی جی فرانسوی، ترانه‌سرا و تهیه‌کننده موسیقی در سبک هاوس است. او بیش از ۵۰ میلیون رکورد فروش در سراسر جهان و بیش از ۱۰ میلیارد استریم به دست آورده‌است. در سال‌های ۲۰۱۱، ۲۰۲۰ و ۲۰۲۱ و ۲۰۲۳، گتا به عنوان دی‌جی شماره یک در نظرسنجی ۱۰۰ دی‌جی برتر دی‌جی مگ انتخاب شد. در سال ۲۰۱۳، بیلبورد عنوان همکاری شماره یک رقص-پاپ در تمام دوران را به ترانه "When Love Takes Over" برگزید. وی ، سال ۲۰۲۳ بین ۱۰۰ دی جی برتر دنیا رتبه ۱ را دوباره دست گرفت. 
او که در پاریس متولد و بزرگ شد، اولین آلبوم خود را با نام "Just a Little More Love" در سال ۲۰۰۲ منتشر کرد.بعداً Guetta Blaster را در سال ۲۰۰۴ و Pop Life را در سال ۲۰۰۷ منتشر کرد. گتا با آلبوم خود در سال 2009 One Love که شامل تک‌آهنگ‌های موفق «When Love Takes Over", "Gettin' Over You", "Sexy Bitch» و «Memories» بود، به موفقیت دست یافت، که سه تای اول به رتبه یک در بریتانیا رسیدند.آلبوم بعدی با نام Nothing but the Beat در سال ۲۰۱۱ این موفقیت را ادامه داد و شامل تک آهنگ‌های موفق "Where Them Girls At", "Little Bad Girl", "Without You", "Titanium" و "Turn Me On" بود. در سال ۲۰۱۸، او آلبوم ۷ را با حضور J Balvin, Nicki Minaj, Jason Derulo, Sia, G-Eazy و غیره منتشر کرد. این آلبوم همچنین شامل دوازده قطعه از نام مستعار او جک بک بود.در سال ۲۰۱۹، او حرکت جدیدی را همراه با تهیه‌کننده همکارش MORTEN به نام "Future Rave" آغاز کرد. این دو EP "New Rave" خود را در ژوئیه ۲۰۲۰ منتشر کردند تا هواداران با وجود بسته بودن باشگاه‌ها در خانه از آن لذت ببرند. علیرغم تعطیلی باشگاه‌ها. گتا و سیا(Sia) دوباره متحد شدند تا «Let’s Love» را در سال ۲۰۲۰، در میان همه‌گیری COVID-19 منتشر کنند. وی در سال ۲۰۲۲ با ساخت نسخه جدید از موزیک I'm Blue da ba dee و انتخاب اسم I'm good (blue) با همکاری bebe Rexha  توانست از طرف مردم حمایت خوبی بشه و این موزیک تا اول سپتامبر ۲۰۲۳ در اسپاتیفای بیش از ۱.۲ میلیارد ویو خورد.
در ژوئن ۲۰۲۱، گتا کاتالوگ موسیقی ضبط شده خود را به مبلغی در حدود ۱۰۰ میلیون دلار فروخت، و Music Business Worldwide به نقل از منبعی گفت که این کاتالوگ بیشتر از این، اما کمتر از ۱۵۰ میلیون دلار است.
وی که در دهه‌های ۱۹۸۰ و ۱۹۹۰ در باشگاه‌های شبانهٔ دی‌جی‌گری می‌کرد در سال ۲۰۰۱ لیبل گام پروداکشن (Gum Productions) را به همراه همکارانش تأسیس کرد و نخستین آلبوم خود به نام «فقط کمی عشق بیشتر» (Just a Little More Love) را در آن سال منتشر کرد. وی در سال ۲۰۲۱ در مجله دی جی، در رتبه اول قرار داشت و برای سومین بار از دید عموم به عنوان دی جی شماره یک جهان انتخاب شده بود.